# Diocesi di Verdun

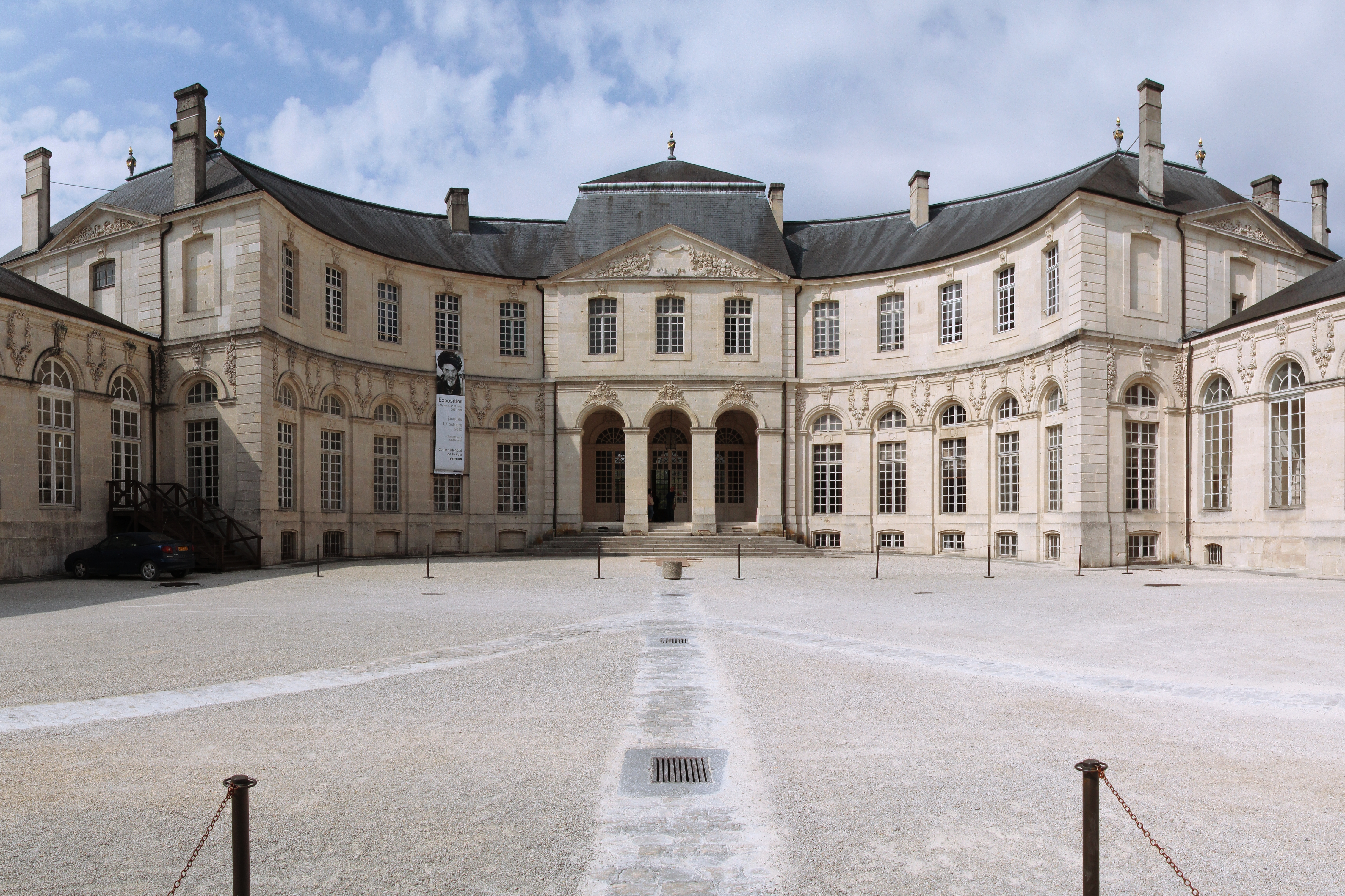
L'ex palazzo episcopale di Verdun, costruito all'epoca del vescovo Charles-François d'Hallencourt (1725), fu sede dei vescovi fino al 1993; oggi ospita il Centre mondial de la Paix, des Libertés et des Droits de l'Homme.

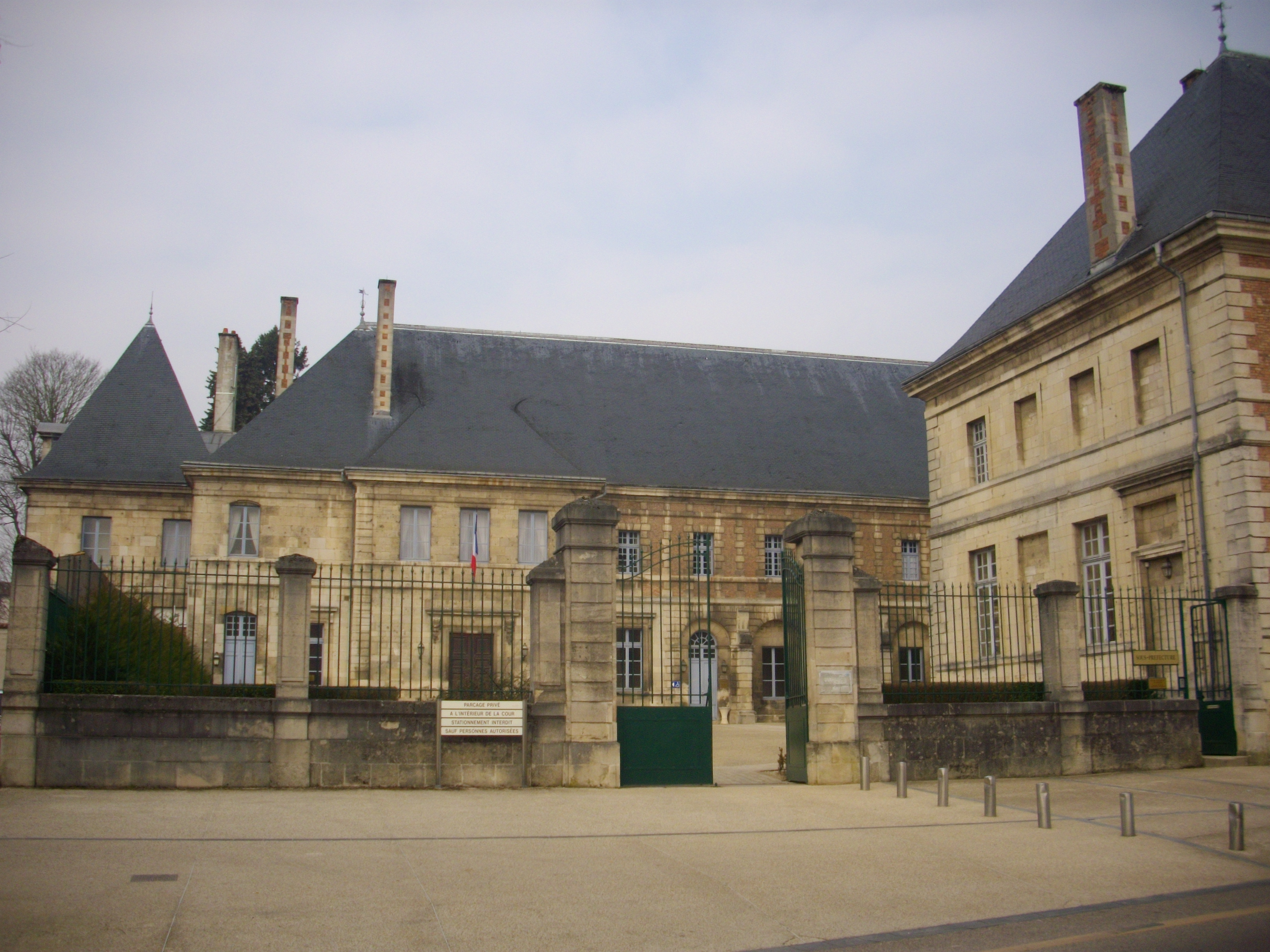
L'ex abbazia Saint-Paul di Verdun, fondata nel X secolo dal vescovo Wicfrido, ricostruita in seguito più volte, è oggi sede della sottoprefettura della Mosa e del palazzo di giustizia.

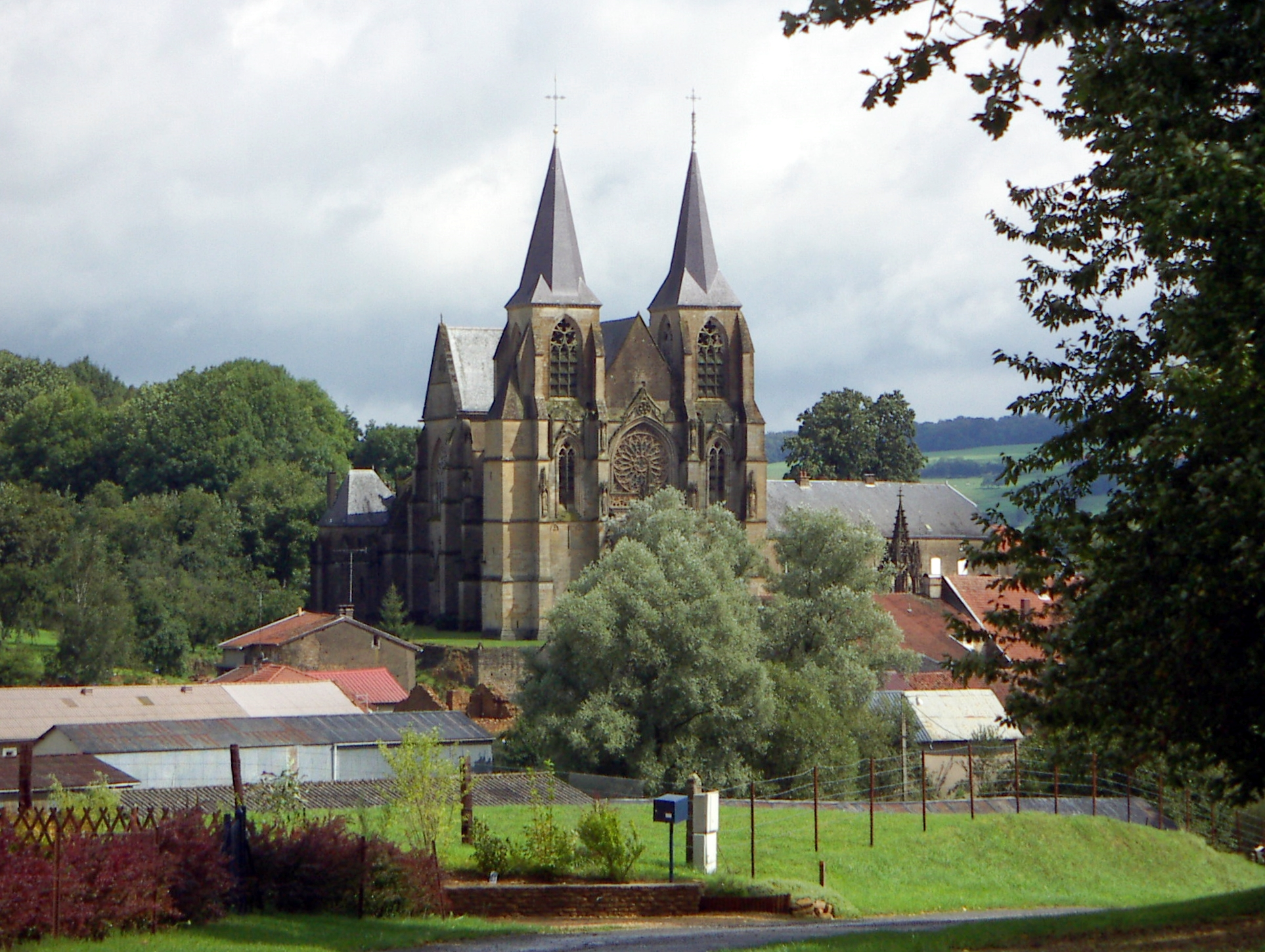
La basilica Notre-Dame di Avioth del XIV secolo.

La diocesi di Verdun (in latino Dioecesis Virodunensis) è una sede della Chiesa cattolica in Francia suffraganea dell'arcidiocesi di Besançon. Nel 2022 contava 170.120 battezzati su 194.100 abitanti. È retta dal vescovo Jean-Paul Gusching.

## Territorio
La diocesi comprende il dipartimento francese della Mosa.
Sede vescovile è la città di Verdun, dove si trova la cattedrale di Nostra Signora; a Avioth si erge la basilica minore di Notre-Dame.
Il territorio è suddiviso in 515 parrocchie, raggruppate in 5 decanati.

## Storia
La diocesi fu eretta nel IV secolo. Primo vescovo storicamente documentato è Santino, la cui firma si trova nel documento redatto nel 346 con il quale, nello pseudo-concilio di Colonia, un gruppo di vescovi fece sua la decisione del concilio di Sardica a favore di sant'Atanasio. Dopo di lui gli antichi cataloghi episcopali riportano una serie di vescovi conosciuti solo per le Gesta episcoporum Virdunensium (inizio del IX secolo); dopo di questi è noto il vescovo san Desiderato, che prese parte ai concili dell'Alvernia nel 535 e di Orléans nel 549.
Virodunum era la capitale e il centro amministrativo della civitas Virodunensium nella provincia romana della Gallia Belgica prima, come testimoniato dalla Notitia Galliarum dell'inizio del V secolo. Dal punto di vista religioso, come di quello civile, Verdun dipendeva dalla provincia ecclesiastica dell'arcidiocesi di Treviri, sede metropolitana provinciale.
A partire dall'inizio del X secolo Verdun e la sua diocesi entrarono a far parte del Sacro Romano Impero Germanico. Nel 997 l'imperatore Ottone III concesse ai vescovi di Verdun il titolo di principi-vescovi dell'Impero; tuttavia i vescovi cedettero l'amministrazione temporale del principato ecclesiastico ai conti di Verdun, funzione questa che col tempo divenne ereditaria. Il principato sopravvisse fino al 1552, quando fu occupato dalle truppe francesi, e in seguito annesso al regno francese con la pace di Vestfalia del 1648.
Nel 990 il vescovo Heimon fece costruire una nuova cattedrale, che fu ingrandita nel XII secolo e consacrata da papa Eugenio III nel 1147.
Si deve al vescovo Armand de Monchy d'Hocquincourt la fondazione del seminario diocesano; i corsi di teologia si aprirono nel palazzo episcopale nel mese di dicembre del 1678.
All'insorgere della rivoluzione, la diocesi comprendeva circa 194 parrocchie, raggruppate in 4 arcidiaconati (la Princerie, Argonne, la Woëvre e la Rivière) e 9 decanati.
In seguito al concordato il 29 novembre 1801 con la bolla Qui Christi Domini di papa Pio VII la diocesi fu soppressa e il suo territorio fu accorpato a quello della diocesi di Nancy.
Nel giugno 1817 fra Santa Sede e governo francese fu stipulato un nuovo concordato, cui fece seguito il 27 luglio la bolla Commissa divinitus, con la quale il papa restaurava la sede di Verdun. Tuttavia, poiché il concordato non entrò in vigore in quanto non ratificato dal Parlamento di Parigi, questa erezione non ebbe effetto; di conseguenza il vescovo già nominato, Guillaume-Aubin de Villèle, non poté mai prendere possesso della sua sede.
La diocesi fu ristabilita definitivamente, come suffraganea dell'arcidiocesi di Besançon, il 6 ottobre 1822 con la bolla Paternae charitatis di papa Pio VII. L'antico territorio diocesano fu fatto coincidere con il territorio del dipartimento della Mosa; per questo furono cedute 15 parrocchie alla diocesi di Metz, ma contestualmente fu acquisito un alto numero di parrocchie dalle diocesi di Toul (199 parrocchie), Metz (12 parrocchie), Treviri (45 parrocchie), Reims (40 parrocchie) e Châlons (17 parrocchie). La nuova diocesi si trovò perciò notevolmente ingrandita rispetto a quella dell'ancien régime, raggiungendo la cifra di quasi 500 parrocchie.
Papa Pio X con un breve del 19 dicembre 1906 concesse al vescovo di Verdun e ai suoi successori il privilegio di indossare il pallio.

## Cronotassi dei vescovi
Si omettono i periodi di sede vacante non superiori ai 2 anni o non storicamente accertati.
- San Santino[4] † (menzionato nel 346)
- Mauro †
- Salvino †
- Aratore †[5]
- San Pulcronio †
- San Possessore †
- San Firmino †[6]
- San Vitone di Verdun †[7]
- San Desiderato † (prima del 535 - dopo il 549)
- Sant'Agerico † (prima del 584 - 588 deceduto)
- Carimiro † (588 - dopo il 614)
- Sant'Ermenfredo †[8]
- Godone † (prima del 627 - dopo il 637 o 638)[9]
- San Paolo † (menzionato dopo il 641)
- Gisloaldo † (prima di febbraio 648 - dopo il 663)
- Gereberto †
- Armonio † (menzionato nel 702)
- Agreberto †
- Bertalamio †
- Abbone †
- Peppone † (all'epoca di Carlo Martello)[10]
- Voschiso †
- Agronio †
- Madalveo † (circa 754 - dopo novembre 775)
- Pietro † (781 - circa 806 deceduto)
- Anstranno †[11]
- Erilando †[12]
- Ilduino † (prima dell'829 - 13 gennaio 847 deceduto)
- Attone † (847 - 1º gennaio 870 deceduto)
- Bernardo † (prima del 25 giugno 870 - 31 dicembre 879 deceduto)
- Dadone † (inizio dell'880 - 923 deceduto)
- Ugo I † (923 - 925 deposto)
- Bernoino † (925 - 939 deceduto)
- Berengario † (939 - dopo il 956 deceduto)[13]
- Wicfrido † (962 consacrato - 31 agosto 983 deceduto)
- Ugo II † (menzionato nel 984)
- Adalberone I † (7 settembre 984 - 16 ottobre 984 nominato vescovo di Metz)
- Adalberone II † (3 gennaio 985 consacrato - 18 aprile 988 deceduto)
- Heimon † (988 - 21 aprile 1024 deceduto)
- Reginbert † (1024 - 29 aprile 1039 deceduto)
- Richard † (1039 - 7 novembre 1046 deceduto)
- Thierry † (1046 - 28 aprile 1089 deceduto)
- Richer (Richhar) † (1089[14] - 8 marzo 1107 deceduto)
- Richard de Grandpré † (1107 - 1114 deceduto)
  - Mazon † (1114 - 1117) (amministratore apostolico)
- Henri de Blois, O.S.B. † (1117 - 1129 dimesso)
- Ursion † (1129 - 1131 dimesso)
- Albéron de Chiny † (19 aprile 1131 consacrato - 1156 ritirato)
- Albert de Mercy † (prima del 15 agosto 1156 - 14 aprile 1162 deceduto)
- Richard de Crisse † (1163 - 1171 deceduto)
- Arnoul de Chiny † (1172 - 14 agosto 1181 deceduto)
- Henri de Castel † (1181 - 1186 deposto)
- Albert de Hierges † (1186 - 25 luglio 1208 deceduto)
- Robert de Grandpré † (agosto 1208 - 25 agosto 1217 deceduto)
- Jean d'Apremont † (1217 - 17 novembre 1224 nominato vescovo di Metz)
- Raoul de Torote † (1224 - 21 aprile 1245 deceduto)
- Guy de Traignel † (1245 - 1245[15] deceduto)
- Guy de Mellote † (21 agosto 1245 - 9 febbraio 1247 nominato vescovo di Auxerre)
- Jean de Aix † (1247 - 10 agosto 1252 deceduto)
- Jacques Pantaléon † (18 dicembre 1253 - 9 aprile 1255 nominato patriarca di Gerusalemme, poi eletto papa con il nome di Urbano IV)
- Robert de Médidan † (5 ottobre 1255 - 7 settembre 1271 deceduto)
- Ulrich de Sarvay † (28 ottobre 1271 - 24 febbraio 1273 deceduto)
- Gérard de Gransee † (1275 - novembre 1278 deceduto)
  - Sede vacante (1278-1284)
- Henri de Grançon (o Grandson) † (10 giugno 1284 - 11 giugno 1286 deceduto)
  - Sede vacante (1286-1289)
- Jacques de Ruvigny † (13 dicembre 1289 - 1296 deceduto)
- Jean de Richericourt † (11 marzo 1297 - 31 marzo 1302 deceduto)
- Thomas de Blankenberg † (8 luglio 1303 - 23 giugno 1305 deceduto)
- Nicolas de Neuville † (27 agosto 1310 - 1312 dimesso)
- Henri de Aspremont † (23 giugno 1312 - 5 gennaio 1350 deceduto)
- Otton de Poitiers, O.S.B. † (12 febbraio 1350 - 1351 dimesso)
- Hugues de Bar † (4 luglio 1351 - 13 agosto 1361 deceduto)
- Jean de Bourbon-Montperoux † (8 aprile 1362 - 28 febbraio 1371 o 1372 deceduto)
- Jean de Dampierre Saint Dizier † (19 aprile 1372 - 4 maggio 1375 deceduto)
- Guy de Roye † (28 maggio 1375 - 27 maggio 1381 nominato vescovo di Dol)
- Leobald de Cousance † (5 luglio 1381 - 4 maggio 1404 deceduto)
- Jean de Sarrebruck † (2 luglio 1404 - 10 gennaio 1420 nominato vescovo di Châlons)
  - Louis de Bar † (10 gennaio 1420 - 3 marzo 1423 dimesso) (amministratore apostolico)
- Raymond † (20 marzo 1423 - 1423 dimesso)
- Guillaume de Montjoie † (25 luglio 1423 - 14 febbraio 1424 nominato vescovo di Béziers)
  - Louis de Bar † (14 febbraio 1424 - 23 giugno 1430 deceduto) (amministratore apostolico, per la seconda volta)
- Louis de Haraucourt † (31 luglio 1430 - 17 maggio 1437 nominato vescovo di Toul)
- Guillaume Fillatre, O.S.B. † (17 maggio 1437 - 28 gennaio 1449 nominato vescovo di Toul)
- Louis de Haraucourt † (28 gennaio 1449 - 4 ottobre 1456 deceduto) (per la seconda volta)
- Guillaume de Haraucourt † (7 febbraio 1457 - 20 febbraio 1500 deceduto)[16]
- Warry de Dommartin † (20 febbraio 1500 succeduto - 7 luglio 1508 deceduto)
- Luigi di Lorena † (18 settembre 1508 - 1522 dimesso)
  - Giovanni di Lorena † (9 dicembre 1523 - 4 giugno 1544 dimesso) (amministratore apostolico)
- Nicola di Lorena † (4 giugno 1544 - 1547 dimesso)
- Nicolas Psaume, O.Praem. † (13 giugno 1548 - 10 agosto 1575 deceduto)
- Nicolas Bousmard † (27 febbraio 1576 - 10 aprile 1584 deceduto)
- Carlo di Lorena † (7 gennaio 1585 - 30 ottobre 1587 deceduto)
- Nicolas Boucher † (30 marzo 1588 - 19 aprile 1593 deceduto)
- Éric di Lorena † (9 giugno 1593 - 1610 ritirato)
- Carlo di Lorena † (19 ottobre 1610 - aprile 1622 ritirato)
  - Francesco di Lorena † (1º giugno 1623 - 11 luglio 1661 deceduto) (vescovo eletto)
  - Sede vacante (1661-1668)
- Armand de Monchy d'Hocquincourt † (27 febbraio 1668 - 29 ottobre 1679 deceduto)
- Hippolyte de Béthune † (23 giugno 1681 - 24 agosto 1720 deceduto)
- Charles-François d'Hallencourt de Dromesnil † (1º giugno 1722 - 16 marzo 1754 deceduto)
- Aymard-Chrétien-François-Michel de Nicolay † (20 maggio 1754 - 9 dicembre 1769 deceduto)
- Henri-Louis-René Des Nos † (12 marzo 1770 - 2 settembre 1793 deceduto)
  - Sede vacante (1793-1801)
  - Sede soppressa (1801-1822)
  - Guillaume-Aubin de Villèle † (1º ottobre 1817 - 8 luglio 1820 nominato vescovo di Soissons) (vescovo eletto)
- Etienne-Bruno-Marie d'Arbou † (16 maggio 1823 - 13 marzo 1827 dimesso[17])
- François-Joseph de Villeneuve-Esclapon † (9 aprile 1827 - 14 novembre 1831 deceduto)
- Placide-Bruno Valayer † (17 dicembre 1832 - 2 aprile 1837 dimesso)
- Augustin-Jean Le Tourneur † (19 maggio 1827 - 26 gennaio 1844 deceduto)
- Louis Rossat † (17 giugno 1844 - 24 dicembre 1866 deceduto)
- Augustin Hacquard † (27 marzo 1867 - 31 maggio 1884 deceduto)
- Jean-Natalis-François Gonindard † (27 marzo 1885 - 26 maggio 1887 nominato arcivescovo coadiutore di Rennes[18])
- Jean-Pierre Pagis † (26 maggio 1887 - 29 marzo 1901 dimesso)
- Louis-Ernest Dubois † (18 aprile 1901 - 30 novembre 1909 nominato arcivescovo di Bourges)
- Jean-Arthur Chollet † (13 aprile 1910 - 21 novembre 1913 nominato arcivescovo di Cambrai)
- Charles-Marie-André Ginisty † (11 marzo 1914 - 7 gennaio 1946 deceduto)
- Marie-Georges Petit † (7 gennaio 1946 succeduto - 31 agosto 1963 dimesso[19])
- Pierre-Francis-Lucien-Anatole Boillon † (31 agosto 1963 succeduto - 8 luglio 1986 ritirato)
- Marcel Paul Herriot † (25 maggio 1987 - 29 aprile 1999 nominato vescovo di Soissons)
- François Paul Marie Maupu (9 marzo 2000 - 3 luglio 2014 ritirato)
- Jean-Paul Gusching, dal 3 luglio 2014

## Statistiche
La diocesi nel 2022 su una popolazione di 194.100 persone contava 170.120 battezzati, corrispondenti all'87,6% del totale.
| anno | popolazione | popolazione | popolazione | presbiteri | presbiteri | presbiteri | presbiteri                | diaconi | religiosi | religiosi | parrocchie |
| anno | battezzati  | totale      | %           | numero     | secolari   | regolari   | battezzati per presbitero | diaconi | uomini    | donne     | parrocchie |
| ---- | ----------- | ----------- | ----------- | ---------- | ---------- | ---------- | ------------------------- | ------- | --------- | --------- | ---------- |
| 1950 | 180.000     | 188.786     | 95,3        | 330        | 319        | 11         | 545                       |         | 11        | 380       | 451        |
| 1970 | 207.000     | 209.513     | 98,8        | 261        | 238        | 23         | 793                       |         | 27        | 219       | 578        |
| 1980 | 200.430     | 203.904     | 98,3        | 215        | 202        | 13         | 932                       | 1       | 13        | 200       | 592        |
| 1987 | 193.100     | 200.101     | 96,5        | 181        | 160        | 21         | 1.066                     | 2       | 27        | 148       | 578        |
| 1999 | 170.000     | 190.000     | 89,5        | 110        | 103        | 7          | 1.545                     | 8       | 9         | 98        | 60 (?)     |
| 2000 | 170.000     | 190.000     | 89,5        | 108        | 101        | 7          | 1.752                     | 8       | 9         | 94        | 51 (?)     |
| 2001 | 170.000     | 192.000     | 88,5        | 97         | 92         | 5          | 1.931                     | 8       | 5         | 89        | 57 (?)     |
| 2002 | 170.000     | 192.000     | 88,5        | 88         | 85         | 3          | 1.931                     | 8       | 3         | 90        | 577        |
| 2003 | 170.000     | 192.000     | 88,5        | 79         | 76         | 3          | 2.151                     | 11      | 3         | 87        | 577        |
| 2004 | 170.000     | 192.000     | 88,5        | 78         | 75         | 3          | 2.179                     | 11      | 3         | 82        | 577        |
| 2010 | 170.000     | 193.696     | 87,8        | 57         | 56         | 1          | 2.982                     | 16      | 1         | 62        | 517        |
| 2014 | 173.300     | 197.700     | 87,7        | 53         | 53         |            | 3.269                     | 15      |           | 43        | 515        |
| 2017 | 169.789     | 193.696     | 87,7        | 47         | 47         |            | 3.612                     | 15      |           | 36        | 515        |
| 2020 | 169.900     | 193.800     | 87,7        | 43         | 43         |            | 3.951                     | 18      |           | 32        | 515        |
| 2022 | 170.120     | 194.100     | 87,6        | 42         | 41         | 1          | 4.050                     | 16      | 1         | 28        | 515        |